# Petre Cordescu
Petre Cordescu (n. 29 iunie 1916, București, România – d. secolul al XX-lea, Chile) a fost un pilot român de aviație, as al Aviației Române din cel de-al Doilea Război Mondial.

## Biografie
A absolvit Școala de subofițeri naviganți la 1 decembrie 1939, obținând brevetul de pilot de război și fiind avansat la gradul de adjutant stagiar aviator.
Adjutantul stagiar av. Petre Cordescu a fost decorat cu Ordinul Virtutea Aeronautică de război cu spade, clasa Cavaler (4 noiembrie 1941) „pentru eroismul dovedit în luptele aeriene dela Bolgrad, Vâlcov și Ismail, când a doborât cinci avioane inamice. Pentru curajul arătat în cele 41 misiuni pe front”.

## Decorații
- Ordinul „Virtutea Aeronautică” de Război cu spade, clasa Cavaler (4 noiembrie 1941)[6]